# Gilvan da Federal
Gilvan Aguiar Costa, também conhecido oficialmente como Gilvan da Federal (Araioses, de 24 de Setembro de 1976) é um policial federal licenciado e político brasileiro, filiado ao partido Partido Liberal (PL). É deputado federal pelo Espírito Santo desde 2023. Seu mandato foi suspenso por um período de três meses, entre 6 de maio e 6 de agosto de 2025.

## Biografia
Gilvan é um policial federal licenciado que começou sua carreira política em 2018, onde se candidatou à deputado estadual por Espírito Santo, onde não conseguiu se eleger atingindo a votação de 5.395 votos (0,30%).
Em 2020, Gilvan Aguiar pelo Patriota, se elegeu vereador da cidade de Vitória, atingindo a votação de 1.560 votos (0,97%).
Em 2022, ao lado do Presidente Estadual do PL, o então Ex-Senador: Magno Malta, se filiou ao PL aonde foi acusado pelo seu antigo partido de infidelidade partidária.
Disputou as eleições para deputado federal em 2022, onde acabou se elegendo com o total de 87.994 votos.
Em sua carreira política, o deputado ficou conhecido por diversas polêmicas, sendo investigado em mais de dez processos, que incluem ações por preconceito de raça ou de cor, injúria e difamação, calúnia, impedimento ou perturbação de culto religioso, violência política de gênero, entre outros. O deputado chegou a ser condenado a indenizar a ex-vice-governadora Jacqueline Moraes, a quem acusou de enriquecimento ilícito.
Em 2024, uma das polêmicas foi uma série de insultos direcionados ao presidente Luiz Inácio Lula da Silva, que geraram um relatório da PF, mas cujo inquérito foi finalizado sem qualquer indiciamento.

## Polêmicas

### Discriminação contra a população LGBT
Em abril de 2022, Gilvan foi acusado de homofobia após atacar a ativista LGBT Deborah Sarará, uma mulher trans que foi homenageada na Câmara Municipal de Vitória, atacando-a com as seguintes falas:
"Eu gostaria aqui de perguntar à vereadora do PSOL [Camila Valadão] que fez uma moção de aplauso às mulheres, se a Deborah Sabará nasceu mulher? Porque Deus fez o homem e a mulher"
"Tá aqui uma moção de aplauso para o Dia das Mulheres à Deborah Sabará. Que não é mulher, não é mulher, pode ser outra coisa, mas mulher não é. Quero saber também se ela consegue engravidar? Se ela não, se essa pessoa aqui, Deborah Sabará, consegue engravidar? Consegue amamentar? Moção de aplauso? Eu repudio essa moção de aplauso. Isso não é mulher. Deus fez o homem e a mulher, o resto é jacaré. O resto é invenção"
Deborah fez um boletim de ocorrência, denunciando-o por discriminação, onde se tornou réu.

### Racismo Religioso
Em novembro de 2021, passaram pela tribuna da câmara de Vitória, pessoas ligadas aos movimentos negros de Vitória para a sessão, e durante a sessão, Gilvan subiu ao palco com uma esponja e detergente, alegando "para limpar a mesa e pedir orações a Deus para nos livrar de todo o mal" e proferindo as seguintes frases:
"vão dizer que isso é cultura, mas não é não. Cultuaram aqui dentro. Vão dizer que o estado é laico, que pode se fazer Umbanda, macumba, o que for. Pode, mas tem lugar apropriado", descreveu as bençãos como "uma afronta a Deus" e dizendo que "praticamente fizeram uma macumba".
O Ministério Público do Espírito Santo denunciou Gilvan por Discurso de Ódio depois dos acontecimentos.

### Briga no Congresso
Em 19 de dezembro de 2023, o Deputado Federal Gilvan Aguiar Costa e o Senador da República Hamilton Mourão discutiram por causa da indicação e aprovação, na CCJ do Senado e no Plenário do Senado, do Senador Flávio Dino como Ministro do Supremo Tribunal Federal  

### Suspensão de mandato
Em 30 de abril de 2025, a Mesa Diretora da Câmara dos Deputados pediu a suspensão do mandato de Gilvan por seis meses, devido à ofensas do parlamentar que foram direcionadas à ministra Gleisi Hoffmann. Ele teria utilizado termos ofensivos e misóginos para se referir à parlamentar licenciada, como "amante" e "prostituta do caramba". Segundo a mesa, Gilvan teria quebrado o decoro parlamentar ao proferir estes termos, adotando uma conduta incompativel com o mesmo. O documento pedindo à sua suspensão foi encaminhado ao Conselho de Ética e Decoro Parlamentar.
O relator do caso, Ricardo Maia (MDB-PA), inicialmente elaborou um parecer inicial pela suspensão do mandato de Gilvan por seis meses e o apresentou no dia 5 de maio de 2025; porém, na mesma noite, em discurso na Câmara, Gilvan se comprometeu a mudar seu comportamento no plenário e nas comissões e pediu desculpas à quem havia se ofendido com suas palavras. Isto fez com que o relator elaborasse um novo texto, que foi apresentado no dia seguinte, dia 6 de maio, no qual a pena de suspensão acabou sendo reduzida de seis para três meses. O afastamento foi aprovado por 15 votos favoráveis e 4 contrários, e a pena começou a valer a partir do dia da votação.
Tecnicamente, Gilvan poderia recorrer ao plenário contra a suspensão de seu mandato, mas decidiu assumir a punição parlamentar. Com isso, ele só poderá retornar à Câmara em 6 de agosto. Neste período, ele não receberá salário ou cota parlamentar, e seus assessores também perdem o cargo na casa. Este tipo de suspensão trata-se de uma nova prerrogativa instalada pela Mesa Diretora na gestão de Arthur Lira, que permite a punição prévia e a suspensão temporária de parlamentares por quebra de decoro parlamentar. É a primeira vez que o órgão utiliza deste recurso para punir este tipo de atitude.